# Mohamed Zran
Mohamed Zran (arabe : ﻣﺤﻤﺪ ﺍﻟﺰﺭﻥ), né le 23 août 1959 à Zarzis, est un scénariste, réalisateur et acteur tunisien.

## Biographie
Titulaire d'un diplôme d'études supérieures cinématographiques à l'École supérieure libre d'études cinématographiques de Paris, il travaille comme assistant réalisateur de Cyril Collard. Par la suite, il interprète le rôle de Mohamed dans le film Alger la blanche (1986) de Collard et le rôle du Père au téléphone dans le film Bye-bye (1995) de Karim Dridi.
Il réalise son premier court métrage Virgule en 1987 puis écrit et réalise les films Le casseur de pierres (en) en 1989 et Ya Nabil en 1993. En 1996 sort son premier long métrage, Essaïda où Zran évoque les thèmes de la marginalisation, de la pauvreté et du crime à Tunis. À sa sortie, le film remporte un succès populaire phénoménal et marque de manière importante le cinéma tunisien.
Zran réalise ensuite le documentaire Le Chant du millénaire en 2002, puis le film Le Prince en 2004 qui remporte le prix du meilleur montage au Festival panafricain du cinéma et de la télévision de Ouagadougou. En 2009 sort Vivre ici dans lequel Zran aborde, à travers sa ville natale du sud de la Tunisie, Zarzis, l'immigration, la religion, la diversité et les possibilités d'une coexistence pacifique. Zran remporte la même année avec ce film le prix du meilleur réalisateur au Festival cinématographique d'Abou Dhabi.
Il compte sortir le 14 janvier 2012 un documentaire intitulé Dégage ! et constitué d'images prises « sur le vif » lors des différentes manifestations de la révolution tunisienne, commémorant ainsi le premier anniversaire de la fuite de l'ancien président Zine el-Abidine Ben Ali.

## Filmographie

### Directeur
- 1987 : Virgule
- 1989 : Le casseur de pierres (en)
- 1993 : Ya Nabil avec Martine Robert
- 1996 : Essaïda
- 2002 : Le Chant du millénaire
- 2009 : Vivre ici
- 2012 : Dégage !
- 2016 : Lilia, une fille tunisienne

### Acteur
- 1986 : Alger la blanche de Cyril Collard : Mohammed
- 1995 : Bye Bye de Karim Dridi
- 2005 : Le Prince de Martha Coolidge